# Isola del Toro
L'isola il Toro, o isola del Toro (u Tóu in dialetto tabarchino), è un isolotto di origine vulcanica, disabitato, facente parte dell'arcipelago del Sulcis, in Sardegna, insieme all'isola della Vacca e all'isolotto del Vitello.

## Caratteristiche
L'isolotto, arido, impervio e scosceso, di forma conica, è il più remoto della Sardegna. La vegetazione arborea è pressoché assente (limitata a una specie introdotta dall'uomo: Nicotiana glauca), mentre la vegetazione erbacea è poco variata e in buona parte composta da endemismi. Sono presenti numerose specie di insetti e di altri invertebrati. Quale endemismo si trova sull'isola una particolare sottospecie di lucertola tirrenica, che appunto vive solo qui, detta Podarcis tiliguerta toro (detta così dal nome dell'isola); presente anche il piccolo geco Phyllodactylus europaeus. L'isolotto è un importante sito di nidificazione per diverse specie di uccelli marini, quali la Calonectris diomedea e soprattutto per il falco della regina che, in analogia con le altre isole del Sulcis, in questo luogo nidifica annualmente, vi permane dalla primavera a tutta l'estate, migrando in autunno in Madagascar, dove sverna.
Tra gli insetti, è notevole la presenza di un Coleottero della famiglia dei Carabidi, Orthomus poggii, scoperto nel 2002 ed esclusivo di questa piccola isola.

## Geografia
Rappresenta il punto geografico più a Sud del territorio sardo. È situata a sud dell'isola di Sant'Antioco, dalla quale dista 11 km. 
La sua geologia è caratterizzata da rocce vulcaniche del terziario (trachite alcalina olocristallina), la superficie rocciosa è aspra e scoscesa, abbondantemente erosa e modellata dalle forze del mare e dal vento con quasi totale assenza di terriccio utile alla vegetazione; la forma è quasi circolare (diametro 350-400 metri), misura circa 11 ettari di superficie, e si innalza con forma troncoconica alquanto ripida sino alla quota massima di 112 m s.l.m. in corrispondenza del vecchio fanale di avvistamento per segnalazione ai naviganti, da diversi anni alimentato a pannelli solari, che è raggiungibile mediante una scalinata di pietra scolpita nella roccia.

L'isola non possiede approdi protetti, né possiede riserve di acqua, né risorse di alcun tipo.

## Tutela naturalistica
L'isola costituisce il SIC denominato Isola del Toro (codice ITB040026), rilevante in particolare per la presenza di Hyoseris taurina e Silene martinoli, specie delle quali assieme all'isola della Vacca costituisce il locus classicus.